# Viktors Kurbaka
Viktors Kurbaka (* 22. září 2005 Daugavpils, Lotyšsko) je lotyšský profesionální hokejový obránce a bývalý juniorský reprezentant. Aktuálně působí v klubu HC Dukla Jihlava, ve kterém je na hostování z klubu HC Oceláři Třinec.

## Hráčská kariéra
Kurbaka s hokejem začal v lotyšském klubu HK Dinaburga, v roce 2022 přestoupil do klubu HS Rīga, ze kterého přestoupil v roce 2023 do klubu HC Oceláři Třinec, se kterým v sezoně 2023/2024 získal titul v juniorské extralize. V lednu 2025 Kurbaka odešel na hostování do týmu HC Dukla Jihlava, který hraje Maxa ligu.

## Reprezentace
Kurbaka reprezentoval Lotyšsko na mistrovství světa v ledním hokeji do 18 let v roce 2022 a 2023. V roce 2024 a 2025 reprezentoval Lotyšsko na mistrovství světa do 20 let.